# گوبی‌دد
گوبی‌دد (نام علمی: Gobiatherium) نام یک سرده از شاخه طنابداران است.